# Pseudaspididae
Pseudaspididae is een familie van slangen uit de superfamilie Elapoidea.

## Naam en indeling
De wetenschappelijke naam van de groep werd voor het eerst voorgesteld door Edward Drinker Cope in 1893. De groep telt 4 soorten in 3 geslachten, twee geslachten zijn monotypisch; zij worden slechts door een enkele soort vertegenwoordigd.

## Kenmerken
De slangen worden middelgroot tot groot (Pseudaspis cana), de meeste hebben een bruine tot grijze kleur. De slangen leven in delen van Azië en Afrika en leven in drogere streken zoals savannen en graslanden.

## Geslachten
De familie omvat de volgende geslachten, met de auteur en het verspreidingsgebied.
| Naam           | Auteur         | Soorten | Verspreidingsgebied |
| -------------- | -------------- | ------- | --- |
| Psammodynastes | Günther, 1858  | 2       | Azië; Bangladesh, Myanmar, Cambodja, China, Hongkong, India, Bhutan, Indonesië, Laos, Nepal, Bhutan, de Filipijnen, Taiwan, Thailand, Vietnam, Maleisië, Brunei en Singapore |
| Pseudaspis     | Linnaeus, 1758 | 1       | Zuidelijk Afrika; Namibië, Botswana, Zimbabwe, Angola, Zambia, Malawi, Tanzania, Mozambique, Zuid-Afrika, Kenia, Congo-Kinshasa, Rwanda, Burundi en Swaziland                |
| Pythonodipsas  | Günther, 1868  | 1       | Afrika; Namibië, Angola, mogelijk in Zambia |